# Pietro Sambi
 (octobre 2024).
Le contenu est difficilement compréhensible vu les erreurs de traduction, qui sont peut-être dues à l'utilisation d'un logiciel de traduction automatique.
Pietro Sambi (27 juin 1938 - 27 juillet 2011) est un prélat italien de l'Église catholique qui a servi au service diplomatique du Saint-Siège de 1969 jusqu'à sa mort en 2011. Il a le rang d'archevêque et la fonction de nonce apostolique à partir de 1985, remplissant des missions au Burundi, en Indonésie (en), à Chypre (en), en Israël, à Jérusalem et en Palestine (en), ainsi qu'aux États-Unis.

## Biographie
Sambi est né à Sogliano al Rubicone (Forlì-Cesena), en Italie, le 27 juin 1938. Il parle italien, anglais, français et espagnol.
Il est ordonné prêtre pour le diocèse de Saint-Marin-Montefeltro le 14 mars 1964 et obtient des diplômes en théologie et en droit canonique. Au séminaire diocésain de Pennabilli, il est responsable de la formation sacerdotale et devient ensuite vice-recteur.
Il entre dans le service diplomatique du Saint-Siège en 1969, servant d'abord à la nonciature de Cameroun. Il est transféré à la nonciature apostolique de Jérusalem (en) le 19 juillet 1971, puis aux nonciatures apostoliques de Cuba (en) en 1974, d'Algérie en 1978, du Nicaragua (en) en 1979, de Belgique (en) en 1981, et d'Inde (en) en mai 1984 avec le rang de conseiller. Au Nicaragua, il est nommé chargé d'affaires juste après l'arrivée au pouvoir des Sandinistes de gauche dirigés par Daniel Ortega et sert de médiateur entre les évêques catholiques qui s'opposent à la participation des prêtres au gouvernement et les prêtres qui occupent des postes importants au sein du gouvernement socialiste.
Le 10 octobre 1985, le pape Jean-Paul II le nomme pro-nonce au Burundi et archevêque titulaire de Bellicastrum et reçoit la consécration épiscopale le 9 novembre de la même année par l'imposition des mains du cardinal Jozef Tomko, des co-consécrateurs l'archevêque Cesare Zacchi et l'évêque Giovanni Locatelli (it). En 1991, il est nommé pro-nonce en Indonésie (en). Le 6 juin 1998, il est nommé à plusieurs postes simultanément : nonce en Israël (en) et à Chypre (en) et délégué apostolique à Jérusalem et Palestine. En 2002, confronté à des problèmes pour construire une statue devant la basilique de l'Annonciation à Nazareth, il est assisté par le cardinal Theodore McCarrick, archevêque de Washington, et ils deviennent amis. Lorsque la basilique de la Nativité à Bethléem devient le centre d'une impasse entre les forces palestiniennes et israéliennes, il négocie une résolution pacifique. Il critique également la construction par Israël d'un mur destiné à séparer les territoires palestiniens d'Israël. En mars 2003, il avertit que les plans palestiniens d'autonomie ne prennent pas en compte de la pratique de religions autres que l'islam. Il critique également l'antisémitisme présent dans les manuels scolaires palestiniens et mène une campagne avec succès pour que l'Italie cesse de soutenir les initiatives éducatives utilisant de tels ouvrages. Il fait campagne pour un statut spécial pour Jérusalem qui lui permettrait de servir de centre pour plusieurs grandes religions,. En 2005, il se plaint qu'Israël ne respecte pas les accords conclus avec le Saint-Siège concernant les propriétés ecclésiastiques et le traitement des Arabes catholiques à Jérusalem plus d'une décennie plut tôt.

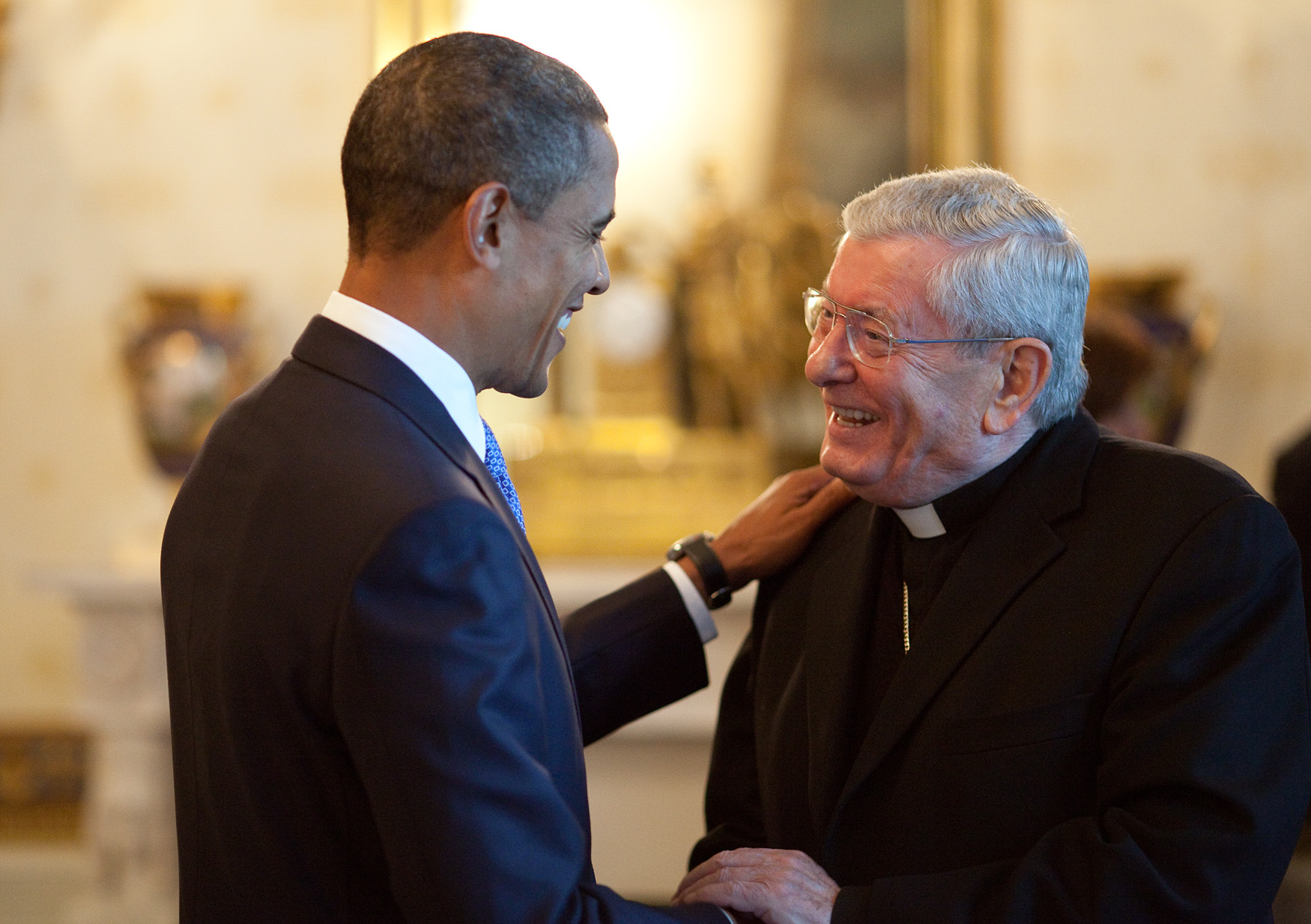
Sambi avec le président américain Barack Obama

Le 17 décembre 2005, le pape Benoît XVI nomme Sambi nonce apostolique aux États-Unis et observateur permanent du Saint-Siège auprès de l'Organisation des États américains (en). Il est installé au début de 2006. Il visite les dégâts laissés par l'ouragan Katrina pendant l'été 2006, peu après sa nomination. Lors de la visite du pape Benoît aux États-Unis en avril 2008, Sambi accompagne le pape et l'accueille à la nonciature apostolique, où le pape tient une réunion privée historique avec cinq victimes d'abus sexuels commis par le clergé.
En tant que nonce, à partir de 2007, il est chargé, et a peu de succès, de faire respecter les restrictions que le pape Benoît XVI a imposées au cardinal Theodore McCarrick, alors archevêque émérite de Washington, en raison de rapports de comportements sexuels inappropriés,.
Sambi reçoit un doctorat honorifique de l'université Regis (de) à Denver, Colorado, le 8 mai 2011.
Le 22 juillet 2011, Sambi subit une intervention chirurgicale aux poumons et développe des complications nécessitant l'utilisation d'une ventilation assistée. Le 27 juillet, il décède à l'hôpital Johns-Hopkins à Baltimore, apparemment à cause de complications liées à cette opération,.